# 省督 (加拿大)
在加拿大，省督（英語：Lieutenant Governor；法語：Lieutenant-gouverneur（男）或Lieutenant-gouverneure（女））也作省總督，是加拿大君主各省的代表，是各個省份行政機關的最高成員。但是，作為加拿大國王的代表，跟聯邦總督一樣，省的總督一職只是象徵式，通常不會單方面行使權力。

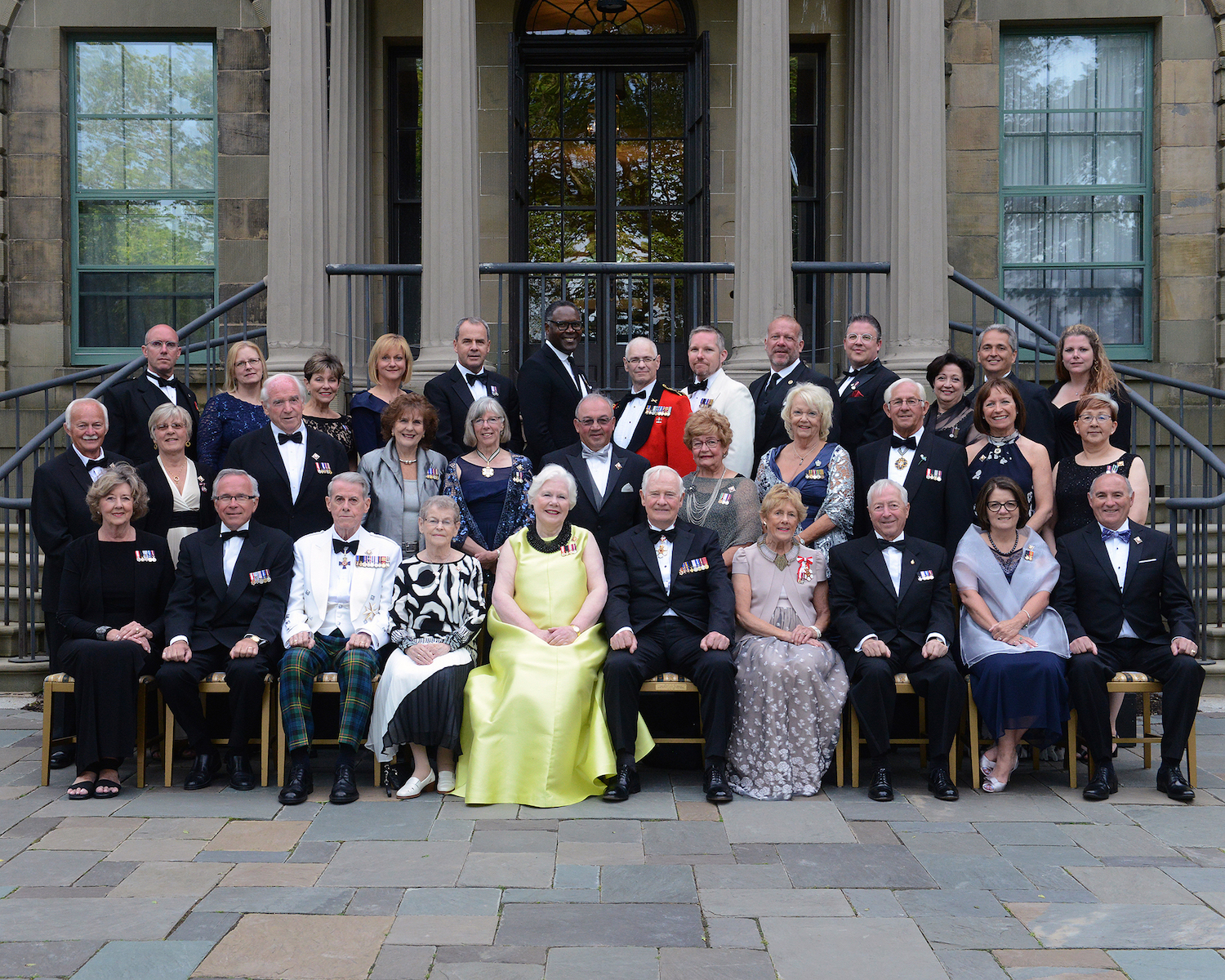
2016年時任總督、各省省督、地区專員及其私人秘書合影

省督的產生是由加拿大總理提名（但通常會與有關省份的省長諮詢人選），加拿大總督委任。雖然憲法沒有列名省督任期的上限，但根據傳統，省督的任期通常為五年。省督的人選通常是對該省作出重大貢獻的人士或執政黨的老臣子。另一方面，省督一職亦會用作提高某些弱勢族群（例如傷殘人士及原住民）形象的工具。
加拿大北部三個地區的行政首長則稱為「專員」，是加拿大政府的代表，而並非君主本人。

## 各省省督
- 安大略省省督
- 魁北克省省督
- 新布倫瑞克省省督
- 新斯科細亞省省督
- 愛德華王子島省省督
- 艾伯塔省省督
- 薩克其萬省省督
- 緬尼托巴省省督
- 不列顛哥倫比亞省省督
- 紐芬蘭和拉布拉多省省督